# Alexander Wheelock Thayer
Alexander Wheelock Thayer (22 d'octubre de 1817 a South Natick, Massachusetts - 15 de juliol de 1897 a Trieste, Itàlia), va ser un periodista i historiador estatunidenc. Va fer una notable biografia de Ludwig van Beethoven.

## Biografia

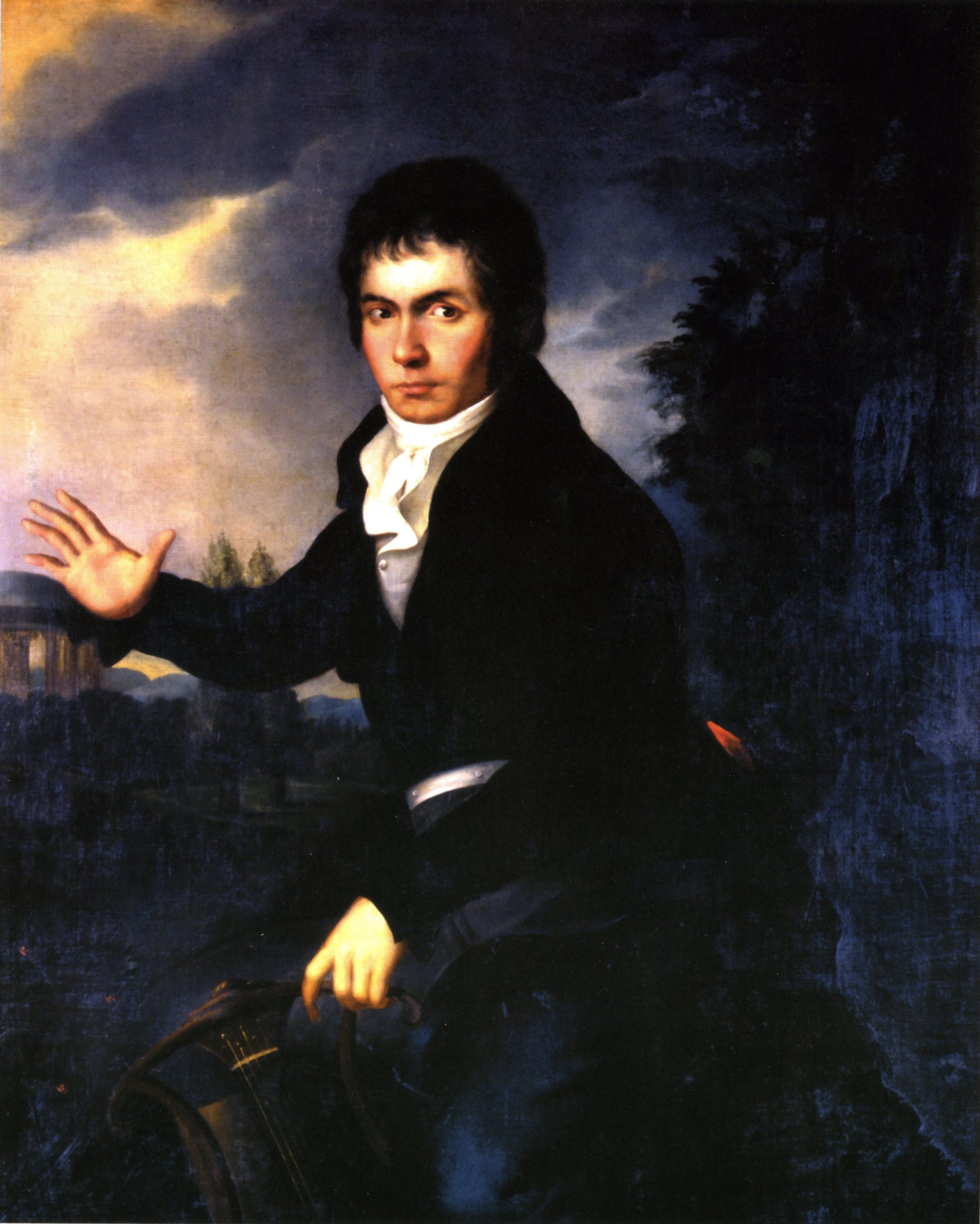
Una còpia del retrat de Beethoven perJoseph Willibrord Mähler

Originàriament era bibliotecari a l'escola de Dret de Harvard, Thayer es va assabentar de les moltes discrepàncies que hi havia en la biografia de Beethoven feta per Anton Schindler apareguda el 1840. El 1849 Thayer es va embarcar cap Europa per emprendre les seves pròpies recerques i va aprendre l'idioma alemany. Va ser finalment nomenat cònsol dels Estats Units a Trieste, on s'establí.
La primera edició de la seva biografia de Beethoven, que arribava fins a l'any 1816, aparegué en tres volums entre 1866 i 1879. Aquesta biografia va ser completada per l'alemany Hermann Deiters i després per Hugo Riemann (1907 i 1908) a partir de les notes deixades per Thayer sobre els anys de Beethoven de 1817 a 1827.
L'obra de Thayer sobre Beethoven establí una fita per als estàndards moderns de recerca i anàlisi en una biografia.